# Vechta
Vechta è una città di 33 309 abitanti della Bassa Sassonia, in Germania.
È il capoluogo, e il centro maggiore, del circondario (Landkreis) omonimo (targa VEC).
Vechta si fregia del titolo di "Comune indipendente" (Selbständige Gemeinde).